# Gian Domenico Borasio
Gian Domenico Borasio (Novara, Italia, 9 de julio de 1962 (62 años) enseña medicina paliativa en la Universidad de Lausanne.

## Carrera
Borasio estudió medicina en la Universidad de Múnich. Fue cofundador del Centro Interdisciplinario de Medicina Paliativa en Múnich. En 2004 abrió una planta de cuidados paliativos en el Hospital de Großhadern. Entre el 2006 y el 2011 fue Presidente de Medicina Paliativa de la Universidad de Múnich. Desde marzo de 2011 es titular de la Cátedra de Medicina Paliativa de la Universidad de Lausana y Jefe del Servicio de Cuidados Paliativos en el Hospital de la Universidad de Lausana.

## Algunas publicaciones

### Como autor
- Über das Sterben. Was wir wissen. Was wir tun können. Wie wir uns darauf einstellen. Beck, Múnich 2011, ISBN 978-3-406-61708-9
- Sobre el bien morir. Qué sabemos. Qué podemos hacer. Cómo nos preparamos para ello. Pataforma, Barcelona 2014, ISBN 978-8-415-88087-5
- Selbstbestimmt sterben. Was es bedeutet. Was uns daran hindert. Wie wir es erreichen können. Beck, Múnich 2014, ISBN 978-3-406-66862-3

### Como editor
- con Ingeborg Maria Husemeyer: Ernährung bei Schluckstörungen. Eine Sammlung von Rezepten, die das Schlucken erleichtern
- con Ralf J. Jox, Katja Kühlmeyer: Leben im Koma. Kohlhammer, Stuttgart 2011
- con Hans-Joachim Heßler, Ralf J. Jox, Christoph Meier: Patientenverfügung. Das neue Gesetz in der Praxis. Kohlhammer, Stuttgart 2012
- con Franz-Joseph Bormann: Sterben. Dimensionen eines anthropologischen Grundphänomens. De Gruyter, Berlín 2012